# Linia kolejowa 151a Dunaföldvár – Solt
Linia kolejowa Dunaföldvár – Solt – linia kolejowa na Węgrzech. Jest to linia jednotorowa, w całości niezelektryfikowana. Łączy stację Dunaföldvár i Solt. Obecnie jest wyłączona z użytku i rozebrana.

## Historia
Linia kolejowa została otwarta 15 stycznia 1940.